# Ниндзи
Ниндзи (яп. 仁治 ниндзи) — девиз правления (нэнго) японских императоров Сидзё и Го-Сага, использовавшийся с 1240 по 1243 год .

## Продолжительность
Начало и конец эры:
- 16-й день 7-й луны 2-го года Энъо (по юлианскому календарю — 5 августа 1240);
- 26-й день 2-й луны 4-го года Ниндзи (по юлианскому календарю — 18 марта 1243).

## Происхождение
Название нэнго было заимствовано:
- из «Шан шу чжэн и» (кит. трад. 尚書正義, пиньинь Shàngshū zhèngyì, буквально: «Истинное значение "Древних документов"»):「人君以仁治天下」[3];
- из 56-го цзюаня «Новая история Тан» (кит. трад. 新唐書, упр. 新唐书, пиньинь Xīn Tángshū, палл. Синь Таншу):「太宗以寛仁治天下」[3].

## События
даты по юлианскому календарю
- 1241 год (2-й год Ниндзи) — землетрясения в Камакуре[5];
- 11 февраля 1242 год (10-й день 1-й луны 3-го года Ниндзи) — император Сидзё внезапно скончался; после спора о престолонаследии трон перешёл второму сыну бывшего императора Цутимикадо[6];
- весна 1242 года (3-й год Ниндзи) — монах Нитирэн возвращается в храм Сайтё-дзи из Камакуры. К этому же времени относится написание его первого сочинения — Кайтай-сокусин-дзёбуцуги. Затем отправляется в храм Энряку-дзи на горе Хиэй, где продолжает изучение буддийской философии в течение 4-х лет и получает статус монаха школы Тэндай[5];
- 1242 год (5-я луна 3-го года Ниндзи) — на престол взошёл новый император Го-Сага[7];
- 14 июля 1242 (15-й день 6-й луны 3-го года Ниндзи) — в возрасте 60 лет скончался сиккэн Ходзё Ясутоки; его должность досталась сыну, Ходзё Цунэтоки, но реальная власть оказалась в руках сёгуна Кудзё Ёрицунэ[8];
- 1243 год (4-й год Ниндзи) — монах Нитирэ пишет Кайхомон[5].

## Сравнительная таблица
Ниже представлена таблица соответствия японского традиционного и европейского летосчисления. В скобках к номеру года японской эры указано название соответствующего года из 60-летнего цикла китайской системы гань-чжи. Японские месяцы традиционно названы лунами.
| 1-й год Ниндзи (Металлическая Крыса) | 1-я луна        | 2-я луна*  | 3-я луна  | 4-я луна* | 5-я луна  | 6-я луна* | 7-я луна* | 8-я луна*              | 9-я луна    | 10-я луна* | 10-я луна (високосная) | 11-я луна     | 12-я луна      |
| ------------------------------------ | --------------- | ---------- | --------- | --------- | --------- | --------- | --------- | ---------------------- | ----------- | ---------- | ---------------------- | ------------- | -------------- |
| Юлианский календарь                  | 26 января 1240  | 25 февраля | 25 марта  | 24 апреля | 23 мая    | 22 июня   | 21 июля   | 19 августа             | 17 сентября | 17 октября | 15 ноября              | 15 декабря    | 14 января 1241 |
| 2-й год Ниндзи (Металлический Бык)   | 1-я луна*       | 2-я луна   | 3-я луна  | 4-я луна* | 5-я луна* | 6-я луна  | 7-я луна* | 8-я луна               | 9-я луна*   | 10-я луна* | 11-я луна              | 12-я луна     |                |
| Юлианский календарь                  | 13 февраля 1241 | 14 марта   | 13 апреля | 13 мая    | 11 июня   | 10 июля   | 9 августа | 7 сентября             | 7 октября   | 5 ноября   | 4 декабря              | 3 января 1242 |                |
| 3-й год Ниндзи (Водяной Тигр)        | 1-я луна*       | 2-я луна   | 3-я луна  | 4-я луна* | 5-я луна  | 6-я луна* | 7-я луна  | 8-я луна*              | 9-я луна    | 10-я луна* | 11-я луна              | 12-я луна*    |                |
| Юлианский календарь                  | 2 февраля 1242  | 3 марта    | 2 апреля  | 2 мая     | 31 мая    | 30 июня   | 29 июля   | 28 августа             | 26 сентября | 26 октября | 24 ноября              | 24 декабря    |                |
| 4-й год Ниндзи (Водяной Кролик)      | 1-я луна        | 2-я луна*  | 3-я луна  | 4-я луна* | 5-я луна  | 6-я луна  | 7-я луна* | 7-я луна* (високосная) | 8-я луна    | 9-я луна   | 10-я луна*             | 11-я луна     | 12-я луна*     |
| Юлианский календарь                  | 22 января 1243  | 21 февраля | 22 марта  | 21 апреля | 20 мая    | 19 июня   | 19 июля   | 17 августа             | 15 сентября | 15 октября | 14 ноября              | 13 декабря    | 12 января 1244 |

* звёздочкой отмечены короткие месяцы (луны) продолжительностью 29 дней. Остальные месяцы длятся 30 дней.